# Хидра (острво)
Хидра, или Идра (грч.  []), је једно од Саронских острва у Егејском мору у средишњој Грчкој. Хидра са неколико суседних острваца и хриди чини засебну општину у оквиру округа Острва Периферије Атика. Седиште општине и највеће насеље на острву је истоимени градић Хидра на северној страни острва.

## Природни услови
Хидра је смештена у јужно од Атине (око 70 km ваздушно). Иако је једно од Саронских острва, Хидра није у Саронском заливу, већ нешто јужније. Пелопонез је најближе копно на око 10 километара. Острво је слабо разуђене обале са неколико малих залива са скривеним плажама. Хидра је брдовито острво.
Клима на Хидри је средоземна. И зеленило је особено за ову климу.

## Историја
Хидра је веома рано насељена, већ у доба ране праисторије. У доба Микенске цивилизације Хидра је био „живо“ острво за овај део Грчке. У доба старе Грчке захваљујући добром положају Хидра је била „учесник“ свих важних догађаја. У време ране Визнатије чести напади гусара у довели су новог назадовања острва. После освајања Цариграда од стране Крсташа 1204. године. Хидра је била под влашћу Запада све до 16. века. Тада Хидру освајају Турци и под њима остаје вековима уз кратку власт Млечана крајем 17. века. Хидра је током турске валадавине имао аутономију, што је очувало економску моћ месног становништва.
Нови процват Хидре дешава се образовањем савремене Грчке 1830. године. Проглашавањем оближње Атине за нову престоницу Хидра се почиње развијати, али то ипак није спречило исељавање многобројног становништва са острва. После Другог светског рата развојем и пренасељавањем Атине острво постаје место викенд туризма Атињана, што је дало нови подстрек за развој.

## Становништво
По последњем попису из 2001. године на острву живи близу 3.000 становника. Готово целокупно становништво су Грци. Последњих пописа кретање становништва у општини и граду Хидра (која обухвата и острво Докос) било је:
- 1981. године град - 2.732 ст., општина -
- 1991. године град - 2.279 ст., општина - 2.387 становника.
- 2001. године град - 2.526 ст., општина - 2.719 становника.

Готово сви становници општине (преко 90%) живе у граду Хидри. Град Хидра је добро очуван градић са лепим старим језгром, уским и кривудавим каменим улицама, које се сместило на брду на крају залива. Град се може обићи на магарцу или шетајући каменим стазама, као и цело острво.

## Привреда
Пољопривреда и поморство су традиционална занимања острвског становништва, поготово узгајање винове лозе и маслине. Данас је она у сенци викенд туризма. У прилог туризму иде и добра саобраћајна повезаност острва са оближњом Атином. Острво је најчешће одредиште Атињана у слободно време, па је препуно таверни, пансиона, дискотека и других садржаја намењених слободном времену. Предност острва је и потпуна забрана моторних возила, што је ускладу са уским улицама насеља и раздаљинама које се могу препешачити.